# Seznam poslanců Říšského sněmu Rakouského císařství (1848–1849)
Toto je seznam poslanců ústavodárného Říšského sněmu Rakouského císařství v letech 1848–1849. Zahrnuje všechny členy tohoto nejvyššího zákonodárného orgánu, kteří byli zvoleni ve volbách do rakouského Říšského sněmu roku 1848 nebo nastoupili později během funkčního období parlamentu. Do parlamentu nezasedli zástupci Uherska.  Funkční období zahrnovalo 88 schůzí, konaných od 24. července 1848 do 6. října 1848 ve Vídni a od 22. listopadu 1848 do 13. března 1849 v Kroměříži (odtud označení Kroměřížský sněm). Pak došlo k rozpuštění sněmu. 

## Vedení sněmu
- Předseda Franciszek Jan Smolka
- Zapisovatelé:
  - Ignaz Streit
  - Lukas Zwickle
  - Karel Ulepič
  - Eduard Baroni von Cavalcabo
  - Karl Wiser
  - Karl Josef Gleispach[pozn. 1]
- Zástupci ministerstev: 
  - Felix Schwarzenberg, president ministerní raddy, ministr záležitostí zahraničních a domu císařského.
  - František baron Cordon, generálmajor, ministr války.
  - Rytíř Bruck, ministr obchodu a staveb veřejných.
  - Filip baron Krauss, ministr financí.
  - František baron Kulmer, ministr bez portefeullu.
- Zástupci ministerstev a současně i poslanci:
  - Stadion Franz Seraph, ministr záležitostí domácích a veřejného vyučování.
  - Bach Alexander, ministr spravedlnosti.
  - Thinnfeld Ferdinand, ministr orby a hornictví.

## Seznam poslanců
| Jméno                            | Země          | Volební obvod                     | Politická frakce | Poznámka                                                                                          |
| -------------------------------- | ------------- | --------------------------------- | ---------------- | ------------------------------------------------------------------------------------------------- |
| Ambrož Mihael                    | Kraňsko       | Radovljica                        | levice           | Okresní komisař                                                                                   |
| Andrović Nikola                  | Dalmácie      | Dubrovník                         | levice           | Statkář                                                                                           |
| Andrusiak Hryhorij               | Halič         | Skole                             | pravice          | Statkář                                                                                           |
| Bach Alexander                   | Dolní Rakousy | Vídeň-předměstí                   |                  | Advokát, ministr vnitra                                                                           |
| Baroni von Cavalcabo Eduard      | Štýrsko       | Štýrský Hradec-levý břeh          |                  | Zemský rada                                                                                       |
| Bauer Georg                      | Dolní Rakousy | Waidhofen an der Thaya            | levice           | Mlynář                                                                                            |
| Bébar Jan                        | Morava        | Rájec                             | pravice          | Majitel hospodářství                                                                              |
| Beck Antonín Jaroslav            | Čechy         | Třeboň                            | pravice          | Doktor                                                                                            |
| Beck Josef                       | Morava        | Telč                              | pravice          | Doktor                                                                                            |
| Beinhauer Anton                  | Slezsko       | Bílovec                           | levice           | Doktor, městský lékař                                                                             |
| Berger Andreas                   | Salcbursko    | Salzburger Flachland              |                  | Mlynář. Nastoupil v únoru 1849 místo A. Fischera.                                                 |
| Berger Maxmilián                 | Čechy         | Beroun                            |                  | Statkář. Rezignoval na podzim 1848.                                                               |
| Bernardelli Pietro               | Tyrolsko      | Riva                              | pravice          | Advokát                                                                                           |
| Bętkowski Nikodem                | Halič         | Wieliczka                         | levice           | Doktor medicíny                                                                                   |
| Bielecki Adam                    | Halič         | Rymanow                           | pravice          | Římskokatolický farář                                                                             |
| Bieliński Seweryn                | Halič         | Gliniany                          | levice           | Soukromník                                                                                        |
| Bininger Josef                   | Čechy         | Dolní Kralovice                   | pravice          | Magistrátní rada                                                                                  |
| Bittner Jan                      | Morava        | Zábřeh                            | levice           | Doktor medicíny                                                                                   |
| Blonskyj Kyrylo                  | Halič         | Jablonow                          | pravice          | Řeckokatolický farář                                                                              |
| Bodnar-Bodnărescu Mihai          | Bukovina      | Rădăuți                           | levice           | Majitel hospodářství                                                                              |
| Boese Ferdinand                  | Morava        | Klášterní Hradisko                | pravice          | Mlynář a rolník                                                                                   |
| Bogdaś Tomasz                    | Halič         | Tarnów                            | pravice          | Statkář                                                                                           |
| Borrosch Alois                   | Čechy         | Praha IV                          | levice           | Obchodník s uměním a knihami                                                                      |
| Brandl Mathias                   | Horní Rakousy | Neufelden                         | levice           | Láník                                                                                             |
| Brauner František August         | Čechy         | Přeštice                          | pravice          | Doktor práv                                                                                       |
| Brázdil Viktor                   | Morava        | Holešov                           | pravice          | Právník                                                                                           |
| Brestel Rudolf                   | Dolní Rakousy | Vídeň-Rossau                      | levice           | Doktor na Vídeňské univerzitě                                                                     |
| Buszek Michał                    | Halič         | Stary Sącz                        | pravice          | Měšťan                                                                                            |
| Call Alois von                   | Tyrolsko      | Merano                            | levice           | Dvorní rada, policejní ředitel                                                                    |
| Cârste Vasile                    | Bukovina      | Sadhora                           | levice           | Majitel hospodářství                                                                              |
| Catinelli Karl                   | Přímoří       | Gorizia                           |                  | Plukovník na penzi. Rezignoval na podzim 1848.                                                    |
| Clementi Carlo                   | Tyrolsko      | Pergine                           | pravice          | Zemský soudce                                                                                     |
| Ciupercovici Miron               | Bukovina      | Gura Humorului                    |                  | Hospodář a diakon. Rezignoval 2. 11. 1848. V prosinci 1848 neúspěšně žádal o obnovení mandátu.    |
| Czepiel Sebastian                | Halič         | Mielec                            | pravice          | Statkář                                                                                           |
| Čejka Josef                      | Čechy         | Nový Bydžov                       |                  | Doktor medicíny. Rezignoval v prosinci 1848.                                                      |
| Černe Anton                      | Přímoří       | Monfalcone                        | pravice          | Statkář                                                                                           |
| Černe Josip                      | Přímoří       | Gorizia okolí                     |                  | Nastoupil v lednu 1849.                                                                           |
| De Franceschi Carlo              | Přímoří       | Pazin                             | levice           | Radní protokolista                                                                                |
| Demel Josef                      | Morava        | Prostějov                         | pravice          | Vystudovaný právník                                                                               |
| Depil Ignaz                      | Čechy         | Kaplice                           |                  | Statkář. Rezignoval v září 1848.                                                                  |
| Deym Mořic                       | Čechy         | Mladá Boleslav                    |                  | Soukromník                                                                                        |
| Deym Vojtěch Rudolf              | Čechy         | Nový Bydžov                       |                  | Soukromník                                                                                        |
| Doblhoff Anton                   | Dolní Rakousy | Vídeň II                          | levice           | Ministr, statkář                                                                                  |
| Dobrzański Aleksander            | Halič         | Sanok                             | levice           | Řeckokatolický farář                                                                              |
| Dolański Ludwik                  | Halič         | Bobrka                            | levice           | Statkář a advokát                                                                                 |
| Dolenčuk Ivan                    | Bukovina      | Suceava                           | pravice          | Majitel hospodářství                                                                              |
| Doljak Josip                     | Přímoří       | Gorizia-okolí                     |                  | Auskultant zemského soudu. Rezignoval 5. 11. 1848.                                                |
| Dolžan Matej                     | Kraňsko       | Logatec                           |                  | Poštmistr a rolník. Rezignoval v prosinci 1848.                                                   |
| Dominkuš Andrej                  | Štýrsko       | Ptuj                              | pravice          | Správce v Sekau                                                                                   |
| Dotzauer Adolf                   | Čechy         | Heinrichsgrün                     | levice           | Lékárník                                                                                          |
| Drauss Nikolaus                  | Halič         | Glogow                            | pravice          | Statkář                                                                                           |
| Duniewicz Edward                 | Halič         | Najarow                           | levice           | Statkář                                                                                           |
| Dunin-Borkowski Leszek           | Halič         | Lvov III                          | levice           | Majitel panství                                                                                   |
| Durbasiewicz Jan                 | Halič         | Gorlice                           | levice           | Vystudovaný právník                                                                               |
| Dušek František                  | Čechy         | Tábor                             | pravice          | Starosta                                                                                          |
| Dvořák Jan                       | Morava        | Kunštát                           | levice           | Dědičný rychtář a majitel hospodářství                                                            |
| Dylewski Marian                  | Halič         | Lvov II                           | pravice          | Doktor práv                                                                                       |
| Dynec Josyp                      | Halič         | Sokal                             | pravice          | Statkář                                                                                           |
| Dzieduszycki Aleksander          | Halič         | Stry                              | pravice          | Statkář                                                                                           |
| Dzieduszycki Tytus               | Halič         | Kopeczynce                        |                  | Statkář                                                                                           |
| Dziwakowski Jedrzej              | Halič         | Zydaczow                          | pravice          | Statkář                                                                                           |
| Eckl Andreas                     | Čechy         | Bezdružice                        | levice           | Dvorní a soudní advokát. Rezignoval v lednu 1849.                                                 |
| Eichler Johann Michael           | Dolní Rakousy | Seitenstätten                     | levice           | Soukromník, mlynář                                                                                |
| Engelhofer Karl                  | Štýrsko       | Leoben                            | levice           | Nájemce panství                                                                                   |
| Facchinetti Michele              | Přímoří       | Motovun                           |                  | Soukromník. Rezignoval v prosinci 1848.                                                           |
| Faschank Johann                  | Morava        | Nový Jičín                        |                  | Lékárník a hostinský. Rezignoval v lednu 1849.                                                    |
| Fasuga (???)                     | Halič         | Bochnia                           |                  |                                                                                                   |
| Fedorovyč Ivan                   | Halič         | Ternopil                          |                  | Nájemce statku. Zvolen v srpnu 1848, volba potvrzena v prosinci 1848. Rezignoval v prosinci 1848. |
| Feifalik Johann                  | Morava        | Šternberk-venkov                  | levice           | Magistrátní rada                                                                                  |
| Festi Giuseppe                   | Tyrolsko      | Trento                            | levice           | Magistrátní tajemník                                                                              |
| Filippi Gian Giuseppe            | Dalmácie      | Zadar                             | levice           | Advokát                                                                                           |
| Fischer Josef                    | Dolní Rakousy | Bruck an der Leitha               |                  | Městský sládek. Rezignoval v prosinci 1848.                                                       |
| Fischer Alois                    | Salcbursko    | Salzburg Flachland                |                  | Dvorní a soudní advokát. Rezignoval v prosinci 1848.                                              |
| Fischhof Adolf                   | Dolní Rakousy | Vídeň-Matzl.                      | levice           | Doktor medicíny                                                                                   |
| Fleischer Wenzel Alexander       | Čechy         | Šluknov                           | pravice          | Lékař                                                                                             |
| Flora Anton                      | Tyrolsko      | Nauders                           |                  | Lékař. Nastoupil v únoru 1849 místo F. Stöckla.                                                   |
| Fluck Moriz Bruno                | Kraňsko       | Kočevje                           | pravice          | Guberniální rada                                                                                  |
| Forcher Nikolaus                 | Štýrsko       | Judenburg                         | pravice          | Řemeslnický mistr a starosta                                                                      |
| Forster Ferdinand Kaspar         | Čechy         | Cheb                              | levice           | Kriminální aktuár                                                                                 |
| Franzl František                 | Morava        | Krumlov                           | pravice          | Starosta                                                                                          |
| Fritsch Egid                     | Dolní Rakousy | Zistersdorf                       | levice           | Láník a řezník                                                                                    |
| Frost Wenzel                     | Čechy         | Bělá pod Bezdězem                 | pravice          | Kněz a ředitel                                                                                    |
| Furek Ftodos                     | Halič         | Skalat                            | pravice          | Rolník. Nastoupil v prosinci 1848.                                                                |
| Fürnkranz Heinrich               | Dolní Rakousy | Krems                             |                  | Měšťan. Rezignoval na podzim 1848.                                                                |
| Fußl Ferdinand                   | Dolní Rakousy | Sankt Pölten                      | levice           | Majitel hospodářství                                                                              |
| Füster Anton                     | Dolní Rakousy | Vídeň-Mariahilf                   | levice           | Profesor                                                                                          |
| Gabryś Bartłomiej                | Halič         | Nowy Sącz                         | pravice          | Majitel hospodářství                                                                              |
| Galler Gottlieb                  | Štýrsko       | Voitsberg                         |                  | Měšťan a hostinský. Rezignoval 14. 11. 1848.                                                      |
| Ganzwohl František               | Morava        | Bučovice                          | pravice          | Doktor práv                                                                                       |
| Gajer Jurij                      | Kraňsko       | Mirna                             | pravice          | Obchodník                                                                                         |
| Geissler Georg                   | Čechy         | Žamberk                           | pravice          | soudní zapisovatel a majitel hospodářství                                                         |
| Gleispach Karl Josef             | Štýrsko       | Feldbach                          |                  | Rada stavovského výboru, statkář                                                                  |
| Gobbi Ferdinand                  | Přímoří       | Terst-město I                     | pravice          | Doktor medicíny. Rezignoval v únoru 1849.                                                         |
| Goldmark Josef                   | Dolní Rakousy | Vídeň-Schottenfeld                | levice           | Doktor medicíny                                                                                   |
| Gorjup Anton                     | Přímoří       | Tolmin                            | levice           | Komisař                                                                                           |
| Grabovac Anton                   | Dalmácie      | Senj                              | levice           | Prétor                                                                                            |
| Grašič Matej                     | Kraňsko       | Novo mesto                        | levice           | Rolník                                                                                            |
| Gredler Andreas                  | Tyrolsko      | Schwaz                            | levice           | Dvorní a soudní advokát                                                                           |
| Gschnitzer Mathias               | Salcbursko    | Salzburg-město                    |                  | Továrník, starosta. Rezignoval 8. 11. 1848.                                                       |
| Hagenauer Johann                 | Přímoří       | Terst-město II                    | levice           | Velkoobchodník, tajemník firmy Österreichischer Lloyd                                             |
| Haimerl Franz Xaver              | Čechy         | Loket                             | levice           | Doktor, profesor                                                                                  |
| Halm Josef                       | Štýrsko       | Leibnitz                          | levice           | Majitel realit, barvířský mistr                                                                   |
| Halpern Abraham                  | Halič         | Stanislaviv                       |                  | Velkoobchodník. Rezignoval v prosinci 1848.                                                       |
| Halter Josef                     | Salcbursko    | Salzburg-město                    | levice           | Tajemník konsistoře. Nastoupil v prosinci 1848 místo M. Gschnitzera.                              |
| Hamerník Josef                   | Čechy         | Jindřichův Hradec                 |                  | Doktor medicíny. Rezignoval v prosinci 1848.                                                      |
| Hankevyč Mychajlo                | Halič         | Radechiv                          | pravice          | Farář                                                                                             |
| Harmatij Vasyl                   | Halič         | Mikulinci                         | pravice          | Hospodář                                                                                          |
| Hašek František                  | Čechy         | Budějovice-venkov                 | pravice          | Rolník                                                                                            |
| Haßlwanter Johann                | Tyrolsko      | Silian                            | levice           | Advokát                                                                                           |
| Haunsteiner Franz                | Dolní Rakousy | Zwettl                            |                  | Poštmistr. Nastoupil v lednu 1849 místo F. Redla.                                                 |
| Hauschild Ignác                  | Čechy         | Vysoké Mýto                       | pravice          | Doktor práv                                                                                       |
| Havelka Matěj                    | Čechy         | Čáslav                            | pravice          | Magistrátní rada                                                                                  |
| Havlíček František               | Čechy         | Nová Kdyně                        | pravice          | Advokátní koncipista. Nastoupil v prosinci 1848 místo F. Slavíka.                                 |
| Havlíček Karel                   | Čechy         | Humpolec                          |                  | Redaktor                                                                                          |
| Hechenfelder Ferdinand           | Horní Rakousy | Vöcklabruck                       |                  | Rolník. Rezignoval v září 1848.                                                                   |
| Heigl Andreas                    | Dolní Rakousy | Tulln                             | levice           | Hospodář, městský rychtář                                                                         |
| Hein Franz                       | Slezsko       | Opava                             | levice           | Zemský advokát                                                                                    |
| Heiß Franz                       | Korutany      | Spittal                           |                  | Poštmistr, hostinský. Rezignoval koncem r. 1848.                                                  |
| Helcel Antoni Zygmunt            | Krakov        | Krakov-město III                  | pravice          | Statkář. Nastoupil v prosinci 1848 místo J. W. Krzyżanowského.                                    |
| Helfert Josef Alexander          | Čechy         | Tachov                            | pravice          | c. k. profesor                                                                                    |
| Hellrigl Alois                   | Tyrolsko      | Bruneck                           | levice           | Adjunkt zemského soudu                                                                            |
| Herndl Mathias                   | Horní Rakousy | Grein                             | levice           | Obchodník                                                                                         |
| Herzig Karl                      | Čechy         | Liberec-město                     |                  | Textilní továrník. Zemřel v lednu 1849.                                                           |
| Hnydkovskyj Mychajlo             | Halič         | Woinilow                          | pravice          | Farář                                                                                             |
| Hodurek Karl                     | Slezsko       | Těšín-město                       | levice           | Měšťan, majitel domu                                                                              |
| Hofer Anton                      | Horní Rakousy | Freistadt                         |                  | Majitel hospodářství. Rezignoval r. 1848.                                                         |
| Hoj Stepan                       | Halič         | Zaleszczyki                       | pravice          | Hospodář                                                                                          |
| Holzknecht Ignaz                 | Morava        | Mikulov                           | levice           | Mlynář, magistrátní rada                                                                          |
| Hönig Johann                     | Morava        | Úsov                              | levice           | Profesor polytechnického institutu                                                                |
| Horáček Mikuláš                  | Čechy         | Písek                             |                  | Doktor práv                                                                                       |
| Hornbostel Theodor Friedrich     | Čechy         | Liberec-město                     |                  | Továrník s hedvábím                                                                               |
| Hryhoruk Josyf                   | Halič         | Deljatyn                          | pravice          | Hospodář                                                                                          |
| Hubicki Karol                    | Halič         | Olijiv                            | levice           | Majitel panství                                                                                   |
| Hübner Anton                     | Morava        | Znojmo                            | pravice          | Guberniální tajemník                                                                              |
| Huemer Johann                    | Horní Rakousy | Efferding                         | levice           | Majitel hospodářství                                                                              |
| Huscher Georg                    | Čechy         | Cheb-venkov                       | levice           | Majitel přádelny bavlny                                                                           |
| Hyciek Wojciech                  | Halič         | Żywiec                            | levice           | Doktor medicíny                                                                                   |
| Ingram Johann                    | Tyrolsko      | Bolzano-město                     | levice           | Soukromník                                                                                        |
| Ivičević Stipan Krunoslav        | Dalmácie      | Makarska                          | levice           | Statkář                                                                                           |
| Jachymovyč Hryhorij              | Halič         | Přemyšl-venkov                    | pravice          | Řeckokatolický biskup                                                                             |
| Jakubowski Józef                 | Krakov        | Krakov-město II                   |                  | Doktor medicíny. Rezignoval v prosinci 1848.                                                      |
| Janesch Josef                    | Korutany      | Spittal                           | levice           | Právník. Nastoupil v prosinci 1848 místo F. Heiße.                                                |
| Janko Henryk                     | Halič         | Komarno                           | levice           | Statkář                                                                                           |
| Jaruntowski Jan                  | Halič         | Sadowiszna                        | pravice          | Statkář                                                                                           |
| Jelen Alois                      | Čechy         | Vlašim                            | pravice          | Guberniální registrant                                                                            |
| Jonák Eberhard Antonín           | Čechy         | Brandýs                           | pravice          | Profesor                                                                                          |
| Kaim Johann                      | Čechy         | Krumlov                           | levice           | Majitel hospodářství                                                                              |
| Kański Mikołaj                   | Halič         | Gdów                              | levice           | Publicista, měšťan                                                                                |
| Kapuščak Ivan                    | Halič         | Solotvyn                          | pravice          | Statkář                                                                                           |
| Kaulich Wenzel                   | Čechy         | Broumov                           | pravice          | Obchodník a statkář                                                                               |
| Kavčič Matija                    | Kraňsko       | Lublaň-město                      | levice           | Dvorní a soudní advokát                                                                           |
| Kiemann Johann                   | Čechy         | Vimperk                           |                  | Advokát. Rezignoval v prosinci 1848.                                                              |
| Klaudy Karel Leopold             | Čechy         | Kutná Hora                        | pravice          | Doktor práv                                                                                       |
| Klausner Michael                 | Horní Rakousy | Kirchdorf                         | levice           | Zeman                                                                                             |
| Klebelsberg Hieronymus           | Tyrolsko      | Innsbruck                         | levice           | Starosta                                                                                          |
| Kliebert Johann                  | Čechy         | Bělá p. Bezdězem                  |                  | Právník                                                                                           |
| Klier Franz                      | Čechy         | Bezdružice                        |                  | Redaktor. Zvolen v únoru 1849.                                                                    |
| Kobuczowski Czesław              | Halič         | Zmigrod                           | levice           | Statkář                                                                                           |
| Kobylycja Lukjan                 | Bukovina      | Vyšznycja                         | levice           | Statkář                                                                                           |
| Komers Antonín Emanuel           | Čechy         | Humpolec                          |                  | Thunovsko-hohensteinský ústřední ředitel                                                          |
| Königshofer Karl                 | Štýrsko       | Štýrský Hradec-město (pravý břeh) | levice           | Majitel realit a pivovaru                                                                         |
| Konopka Józef                    | Halič         | Skawina                           | levice           | Nájemce pivovaru                                                                                  |
| Kossakiewicz Szymon              | Halič         | Myślenice                         | pravice          | Vikář                                                                                             |
| Koszowski Stanisław              | Halič         | Sambir                            | levice           | Statkář                                                                                           |
| Koubek Jan Pravoslav             | Čechy         | Písek                             | pravice          | Profesor                                                                                          |
| Kovář Dominik                    | Morava        | Kuřim                             | pravice          | Obchodník a měšťan                                                                                |
| Kozar Panko                      | Halič         | Žovkva                            | pravice          | Statkář                                                                                           |
| Kraiński Edmund                  | Halič         | Dobromyl                          | pravice          | Statkář                                                                                           |
| Krajnc Jožef                     | Štýrsko       | Slovenj Gradec                    | pravice          | Rychtář                                                                                           |
| Kral Anton                       | Bukovina      | Černovice                         | levice           | Gymnaziální prefekt                                                                               |
| Král Josef                       | Čechy         | Rakovník                          | pravice          | Doktor medicíny                                                                                   |
| Kratochvíle Jan Milostín         | Čechy         | Březnice                          | pravice          | Kaplan                                                                                            |
| Krause Johann                    | Halič         | Jarosław                          | levice           | Soukromý učitel                                                                                   |
| Krause Karl                      | Dolní Rakousy | Baden                             | levice           | Majitel hospodářství                                                                              |
| Kreil Franz                      | Horní Rakousy | Freistadt                         | pravice          | Krajský hejtman. Nastoupil v prosinci 1848 místo A. Hofera.                                       |
| Kromer Fedor                     | Čechy         | Česká Kamenice                    | levice           | Auskultant zemského soudu                                                                         |
| Kruchovskyj Ivan                 | Halič         | Horodenka                         | pravice          | Statkář                                                                                           |
| Krzyżanowski Józef Walenty       | Krakov        | Krakov III                        |                  | Doktor práv. Rezignoval v listopadu 1848.                                                         |
| Kučera Antonín                   | Čechy         | Příbram                           | pravice          | Magistrátní rada                                                                                  |
| Kučera Josef                     | Morava        | Velké Meziříčí                    | levice           | Hostinský                                                                                         |
| Kudler Josef                     | Dolní Rakousy | Vídeň-Leimgr.                     | pravice          | Profesor, vládní rada                                                                             |
| Kudlich Hans                     | Slezsko       | Horní Benešov                     | levice           | Doktorand práv                                                                                    |
| Kübeck Karl Friedrich            | Dolní Rakousy | Vídeň-vnitřní město II            |                  | Prezident spolkového ústředního výboru                                                            |
| Langie Karol                     | Krakov        | Krakov-město I                    | levice           | Měšťan                                                                                            |
| Lanner Thaddäus                  | Korutany      | Klagenfurt                        | levice           | Statkář                                                                                           |
| Lasser von Zollheim Josef        | Salcbursko    | Werfen                            | levice           | Aktuár dvorní komory                                                                              |
| Latzel Josef                     | Slezsko       | Vidnava                           | levice           | Statkář                                                                                           |
| Laufenstein Anton                | Kraňsko       | Višnja Gora                       | levice           | Krajský hejtman                                                                                   |
| Lavrič Miha                      | Kraňsko       | Kamnik                            |                  | Zvolen v lednu 1849.                                                                              |
| Leberl Josef                     | Čechy         | Ronšperk                          | levice           | Rolník                                                                                            |
| Leeb Josef                       | Čechy         | Budějovice                        |                  | Děkan                                                                                             |
| Leithner Johann                  | Dolní Rakousy | Stockerau                         | levice           | Majitel dvora                                                                                     |
| Leithner Michael                 | Horní Rakousy | Urfahr                            | levice           | Majitel hospodářství                                                                              |
| Lejčak Matvij                    | Halič         | Terebovlja                        | pravice          | Sedlák                                                                                            |
| Lesjuk Stepan                    | Halič         | Kolomyja                          | pravice          | Sedlák                                                                                            |
| Leszczyński Julian               | Halič         | Krosno                            | pravice          | Vikář                                                                                             |
| Levyckyj Hryhorij                | Halič         | Zoločiv                           | pravice          | Farář                                                                                             |
| Lhota Jan                        | Čechy         | Hořice                            | pravice          | Magistrátní rada, statkář                                                                         |
| Lindinger Georg                  | Horní Rakousy | Ried im Innkreis                  | levice           | Hospodář                                                                                          |
| Lomnyckyj Ivan                   | Halič         | Turka                             | pravice          | Farář a děkan                                                                                     |
| Longchamps de Bérier Bogusław    | Halič         | Lesko                             | levice           | Doktor medicíny                                                                                   |
| Loos Josef                       | Čechy         | Kouřim                            | pravice          | Konzistorní rada, farář                                                                           |
| Löhner Ludwig                    | Čechy         | Žatec                             | levice           | Doktor medicíny, statkář                                                                          |
| Lubomirski Jerzy Henryk          | Halič         | Łańcut                            |                  | Statkář. Rezignoval v prosinci 1848.                                                              |
| Macieszkiewicz Franciszek        | Halič         | Drohobyč                          | levice           | Komorní justiciár                                                                                 |
| Madonizza Antonio                | Přímoří       | Koper                             | levice           | Advokát                                                                                           |
| Maffei Giovanni                  | Tyrolsko      | Cles                              | pravice          | Statkář                                                                                           |
| Machalski Maksymilian            | Halič         | Brzesko                           | levice           | Advokát                                                                                           |
| Makuch Jan                       | Halič         | Jordanów                          | pravice          | Vikář                                                                                             |
| Mandl Włodzimierz                | Halič         | Tarnopol                          |                  | Poštmistr. Nastoupil v únoru 1849.                                                                |
| Mannheimer Isaak Noah            | Halič         | Brody                             | levice           | Židovský kazatel ve Vídni                                                                         |
| Marcher Michael                  | Dolní Rakousy | Groß-Enzersdorf                   | levice           | Majitel hospodářství                                                                              |
| Marin Jan                        | Halič         | Dynów                             | levice           | Nájemce statku                                                                                    |
| Martini Johann                   | Halič         | Pidhajci                          | pravice          | Rolník a vesnický rychtář                                                                         |
| Mascha Ignaz                     | Dolní Rakousy | Weitra                            |                  | Hostinský, majitel hospodářství                                                                   |
| Mathis Maximilian                | Korutany      | Hermagor                          | levice           | Advokát                                                                                           |
| Mayer Kajetan                    | Morava        | Brno-město I                      |                  | Doktor, lichtenštejnský justiční rada                                                             |
| Mayr Michael                     | Horní Rakousy | Wels                              | levice           | Statkář                                                                                           |
| Mazurkiewicz Mateusz             | Halič         | Zbaraž                            | pravice          | Zeman                                                                                             |
| Meindl Georg                     | Horní Rakousy | Mattighofen                       | levice           | Sládek, hostinský, hospodář                                                                       |
| Meisels Dow Ber                  | Krakov        | Krakov II                         |                  | Vrchní rabín. Nastoupil v lednu 1849.                                                             |
| Meyer Georg                      | Halič         | Horodok                           | levice           | Měšťan                                                                                            |
| Micewski Jan                     | Krakov        | Drohobyč                          | levice           | Statkář                                                                                           |
| de Michieli-Vitturi Simeone      | Dalmácie      | Split                             | levice           | Statkář                                                                                           |
| Mickl Josef                      | Štýrsko       | Gleisdorf                         | levice           | Pekař, hostinský                                                                                  |
| Miklošič Franc                   | Štýrsko       | Lenart                            | pravice          | Knihovník                                                                                         |
| Mitterndorfer Josef              | Horní Rakousy | Steyr-venkov                      | levice           | Zeman                                                                                             |
| Mokrý Antonín                    | Čechy         | Vodňany                           | pravice          | Magistrátní auskultant, měšťan                                                                    |
| Morhoč Vasyl                     | Bukovina      | Kicman                            | pravice          | Majitel hospodářství                                                                              |
| Motyka Josef                     | Slezsko       | Frýdek                            | pravice          | Hejtmanský auditor na penzi                                                                       |
| Mucha Jan                        | Čechy         | Klatovy                           | pravice          | Krajský pokladní                                                                                  |
| Müller Johann                    | Dolní Rakousy | Vídeňské Nové Město               | levice           | Hejtman na penzi                                                                                  |
| Musil František                  | Morava        | Velké Pavlovice                   | levice           | Protokolista zemského soudu                                                                       |
| Młynarzyk Józef                  | Halič         | Kęty                              | levice           | Statkář                                                                                           |
| Nadler Franz                     | Čechy         | Kadaň                             | levice           | Doktor medicíny                                                                                   |
| Nagele Kajetan                   | Korutany      | Sankt Veit                        | levice           | Majitel nemovitostí                                                                               |
| Nebeský Václav                   | Čechy         | Benátky nad Jizerou               | pravice          | Redaktor, spisovatel                                                                              |
| z Neuberka Jan Norbert           | Čechy         | Beroun                            | pravice          | Statkář. Nastoupil v listopadu 1848 místo M. Bergera.                                             |
| Neumann Joseph Franz             | Dolní Rakousy | Neunkirchen                       |                  | Profesor. Nastoupil v lednu 1849 místo F. Staudenheima.                                           |
| Neumann Leopold                  | Dolní Rakousy | Vídeň-Leopoldstadt                | levice           | Doktor, c. k. profesor                                                                            |
| Neuwall Albert                   | Dolní Rakousy | Vídeň-Josefstadt                  | levice           | Komorní rada                                                                                      |
| Nezveda Josef                    | Morava        | Moravské Budějovice               | pravice          | Vystudovaný právník                                                                               |
| Noskowski Karol                  | Halič         | Wadowice                          | levice           | Farář                                                                                             |
| Nyčyporuk Hryhorij               | Halič         | Sňatyn                            | pravice          | Majitel hospodářství                                                                              |
| Ohéral Jan                       | Morava        | Kroměříž                          | pravice          | Redaktor                                                                                          |
| Ovijač Blaž                      | Kraňsko       | Logatec                           |                  | Advokát. Nastoupil v únoru 1849 místo M. Dolžana.                                                 |
| Paitoni Federico                 | Dalmácie      | Split-venkov                      | levice           | Prétor                                                                                            |
| Palacký František                | Čechy         | Praha-město II                    | pravice          | Zemský historik                                                                                   |
| Paul Ignaz                       | Čechy         | Jablonné                          | levice           | Tajemník První rakouské spořitelny                                                                |
| Pawek Ignaz                      | Čechy         | Lanškroun                         | pravice          | Doktor práv                                                                                       |
| Pawlikowski Stanisław            | Halič         | Nowy Targ                         | pravice          | Majitel hospodářství                                                                              |
| Peitler Franz                    | Salcbursko    | Zell am See                       | levice           | Soudní adjunkt                                                                                    |
| Petranović Božidar               | Dalmácie      | Knin                              | pravice          | Adjunkt při pretuře                                                                               |
| Petrovich Spiridione             | Dalmácie      | Zadar-venkov                      | levice           | Advokát                                                                                           |
| Petryšyn Hryhorij                | Halič         | Tysmenycja                        | pravice          | Hospodář                                                                                          |
| Peyr Anton                       | Horní Rakousy | Vöcklabruck                       | pravice          | Majitel papírny. Nastoupil v září 1848 místo F. Hechenfeldera.                                    |
| Pfretschner Norbert              | Tyrolsko      | Hopfgarten                        | pravice          | Doktor medicíny                                                                                   |
| Pienczykowski Meliton            | Halič         | Krivce                            | pravice          | Statkář                                                                                           |
| Pietrowski Bartłomiej            | Halič         | Vynnyky                           |                  | Majitel hospodářství. Rezignoval koncem r. 1848.                                                  |
| Pillersdorf Franz                | Dolní Rakousy | Vídeň-vnitřní město I             |                  | Ministerský předseda. Rezignoval v prosinci 1848.                                                 |
| Pinkas Adolf Maria               | Čechy         | Praha-město III                   | pravice          | Zemský advokát                                                                                    |
| Pitteri Giovanni Battista        | Přímoří       | Gradisca                          | levice           | Doktor                                                                                            |
| Plaček František                 | Čechy         | Chrudim                           | pravice          | Krajský tajemník                                                                                  |
| Plaß Johann                      | Horní Rakousy | Ebelsberg                         | levice           | Majitel hospodářství                                                                              |
| Plenković Pavao                  | Dalmácie      | Šibenik                           | pravice          | Prétor                                                                                            |
| Plicker Franz                    | Štýrsko       | Rottenmann                        | levice           | Okresní komisař                                                                                   |
| Podlewski Walerian               | Halič         | Kosiv                             | levice           | Majitel hospodářství                                                                              |
| Pokorny Eduard                   | Čechy         | Most                              | pravice          | Úředník spořitelny                                                                                |
| Polaczek Wilhelm                 | Čechy         | Jablonec                          | levice           | Doktor práv                                                                                       |
| Popiel Michał                    | Halič         | Stara Sil                         | pravice          | Domácí učitel                                                                                     |
| Posackyj Konstantyn              | Halič         | Rožňativ                          | pravice          | Kostelní zpěvák                                                                                   |
| Potocki Adam Józef               | Krakov        | Krakov IV                         |                  | Statkář. Rezignoval 19. 11. 1848.                                                                 |
| Potocki Alfred                   | Krakov        | Łańcut                            |                  | Statkář. Nastoupil v lednu 1849 místo J. H. Lubomirského.                                         |
| Prato Giovanni                   | Tyrolsko      | Roveredo                          | levice           | Profesor náboženství                                                                              |
| Pražák Alois                     | Morava        | Uherské Hradiště                  | pravice          | Doktor práv                                                                                       |
| Presl Jan                        | Čechy         | Nový Knín                         | pravice          | Doktor medicíny                                                                                   |
| de Pretis Giovanni               | Tyrolsko      | Lavis                             | levice           | Apelační rada                                                                                     |
| Přibyl Antonín                   | Čechy         | Benešov                           | pravice          | Soudní úředník                                                                                    |
| Procházka Václav                 | Morava        | Nové Město n. Moravě              | levice           | Řezník                                                                                            |
| Prokopčyc Jevstachij             | Halič         | Marijampil                        | pravice          | Profesor, gymnaziální učitel                                                                      |
| Půlpán Václav                    | Čechy         | Pardubice                         | pravice          | Statkář                                                                                           |
| Purker Josef                     | Dolní Rakousy | Horn                              | levice           | Pololáník                                                                                         |
| Purtscher Adolf                  | Dolní Rakousy | Vídeň-Alservorstadt               | levice           | Doktorand medicíny                                                                                |
| Quitensky Josef                  | Čechy         | Litomyšl                          |                  | Majitel hospodářství                                                                              |
| Rąb Jakub                        | Halič         | Rzeszów                           | pravice          | Majitel hospodářství                                                                              |
| Rack Josef                       | Korutany      | Sankt Andrä                       | pravice          | Apelační rada                                                                                     |
| Rodeschegg Franz                 | Štýrsko       | Maribor                           |                  | Správce panství                                                                                   |
| Radmilli Giovanni                | Dalmácie      | Dubrovník-venkov                  | levice           | Doktor práv                                                                                       |
| Rahn Anton                       | Morava        | Rajhrad                           | levice           | Majitel uhelných dolů                                                                             |
| Ratz Johann Kaspar               | Vorarlbersko  | Bregenz                           | levice           | Krajský soudce                                                                                    |
| Rauscher Ferdinand               | Dolní Rakousy | Laa a. d. Thaya                   | levice           | Majitel hospodářství                                                                              |
| Redl Franz                       | Dolní Rakousy | Zwettl                            |                  | Pololáník. Rezignoval v prosinci 1848.                                                            |
| Reichert Jiří                    | Čechy         | Hradec Králové                    | pravice          | Rolník                                                                                            |
| Reichl-Fickl Josef               | Čechy         | Teplice                           | levice           | Mlynář                                                                                            |
| Reimershofer Jan                 | Morava        | Vizovice                          | levice           | Obchodník                                                                                         |
| Reiß Franz                       | Čechy         | Trutnov                           | levice           | Privátní docent                                                                                   |
| Richter Karl Friedrich           | Morava        | Jihlava-venkov                    | pravice          | Advokát                                                                                           |
| Richter Franz                    | Čechy         | Česká Lípa                        | levice           | Dvorní a soudní advokát                                                                           |
| Rieger František Ladislav        | Čechy         | Železný Brod                      | pravice          | Doktor práv, spisovatel                                                                           |
| Riegl Jan Otakar                 | Čechy         | Potštejn                          | pravice          | Profesor                                                                                          |
| Rigler Josef                     | Dolní Rakousy | Retz                              | levice           | Majitel realit, hostinský                                                                         |
| Robert Florentin                 | Morava        | Brno-město II                     | pravice          | Majitel cukrovaru                                                                                 |
| Robl Anton                       | Čechy         | Budějovice-město                  | pravice          | Mlynář, rolník                                                                                    |
| Rozsypal Jan Daniel              | Čechy         | Vimperk                           | pravice          | Kaplan. Nastoupil v lednu 1849.                                                                   |
| Rulitz Matthias                  | Korutany      | Völkermarkt                       |                  | Advokát. Nastoupil v lednu 1849 místo J. Schlegela.                                               |
| Ryll Josef Thaddäus              | Morava        | Kyjov                             | pravice          | Doktor filozofie a práv                                                                           |
| Ryško Ivan                       | Halič         | Kuty                              | pravice          | Majitel hospodářství                                                                              |
| Sadil Ligor                      | Čechy         | Německý Brod                      | pravice          | Penzionovaný vrchní úředník                                                                       |
| Sanocki Antoni                   | Krakov        | Krakov IV                         |                  | Lékař. Zvolen v prosinci 1848 místo A. J. Potockého. Nastoupil v lednu 1849.                      |
| Savka Josyf                      | Halič         | Horodok                           |                  | Majitel hospodářství                                                                              |
| Ścibała Józef                    | Halič         | Bobowa                            | pravice          | Majitel hospodářství                                                                              |
| Selinger Engelbert Maximilian    | Morava        | Šternberk-město                   | levice           | Doktor, profesor na Orientální akademii                                                           |
| Sever Janez                      | Kraňsko       | Loka                              | pravice          | Rolník                                                                                            |
| Scherl Felix                     | Čechy         | Sušice                            | pravice          | Komorní rada                                                                                      |
| Scherzer Johann Georg            | Dolní Rakousy | Klosterneuburg                    | levice           | Měšťan                                                                                            |
| Scheucher Alois                  | Štýrsko       | Voitsberg                         | levice           | Rolník. Nastoupil v lednu 1849.                                                                   |
| Schlegel Joseph                  | Korutany      | Völkermarkt                       |                  | Ředitel hutí. Rezignoval 14. 11. 1848.                                                            |
| Schmiderer Josef                 | Štýrsko       | Maribor                           |                  | Majitel realit. Rezignoval v prosinci 1848.                                                       |
| Schmitt Franz                    | Dolní Rakousy | Vídeň-Landstrasse                 | levice           | Dvorní a soudní advokát                                                                           |
| Schneider Adolf Gustav           | Čechy         | Lovosice                          |                  | Poštmistr. Rezignoval v říjnu 1848.                                                               |
| Schneider Carl Samuel            | Slezsko       | Bílsko                            | levice           | Pastor                                                                                            |
| Scholl Josef                     | Korutany      | Villach                           | levice           | C. k. zemský rada                                                                                 |
| Schopf Wenzel Gustav             | Čechy         | Žlutice                           | levice           | Auditor                                                                                           |
| Schönhansl Josef                 | Čechy         | Horažďovice                       | pravice          | Poštmistr                                                                                         |
| Schuselka Franz                  | Dolní Rakousy | Perchtoldsdorf                    | levice           | Literát                                                                                           |
| Schuster Wilhelm                 | Morava        | Příbor                            | pravice          | Syndikus                                                                                          |
| Schütz Jan                       | Čechy         | Jindřichův Hradec                 |                  | Justiciár. Nastoupil v lednu 1849 místo J. Hamerníka.                                             |
| Schützenberger Josef             | Čechy         | Kaplice                           | pravice          | Lékárník. Nastoupil v listopadu 1848 místo I. Depila.                                             |
| Schwarzer Ernst                  | Dolní Rakousy | Vídeň-Gumpendorf                  | levice           | Redaktor                                                                                          |
| Sidon Jan Maria                  | Čechy         | Jičín                             | pravice          | Gymnaziální katecheta                                                                             |
| Sieber Ignaz                     | Čechy         | Jáchymov                          | levice           | Zemský advokát                                                                                    |
| Sierakowski Władysław            | Halič         | Sokoluwka                         | pravice          | Statkář                                                                                           |
| Sitka Jakob                      | Morava        | Jihlava-město                     | levice           | Zemský advokát                                                                                    |
| Skrzyński Ignacy                 | Halič         | Strzyżów                          | levice           | Statkář                                                                                           |
| Slavík František                 | Čechy         | Nová Kdyně                        |                  | Statkář. Rezignoval 5. 11. 1848.                                                                  |
| Smarzewski Seweryn               | Halič         | Rohatyn                           | levice           | Statkář                                                                                           |
| Smolka Franciszek Jan            | Halič         | Lubaczów                          | levice           | Advokát                                                                                           |
| Smreker Alois                    | Štýrsko       | Sevnica                           | levice           | Advokát                                                                                           |
| Sonntag Leopold                  | Horní Rakousy | Gmunden                           | levice           | Statkář                                                                                           |
| Spangher Johann                  | Přímoří       | Gorizia-město                     | pravice          | Advokát. Nastoupil v listopadu 1848 místo K. Catinelli.                                           |
| Stadion Franz Seraph             | Halič         | Rawa                              |                  | Místodržící Haliče                                                                                |
| Stamm Ferdinand                  | Čechy         | Lovosice                          | levice           | Redaktor. Nastoupil v listopadu 1848 místo A. G. Schneidera.                                      |
| Staněk Václav                    | Čechy         | Zlonice                           | pravice          | Doktor lékařství                                                                                  |
| Starck Johann Anton              | Čechy         | Stříbro                           | levice           | Statkář                                                                                           |
| Stasiowski Jan                   | Halič         | Brzostek                          | pravice          | Majitel hospodářství                                                                              |
| Staudenheim Ferdinand            | Dolní Rakousy | Neunkirchen                       |                  | Statkář. Rezignoval koncem r. 1848.                                                               |
| Stavarskyj Ivan                  | Halič         | Vynnyky                           | pravice          | Rolník. Nastoupil v prosinci 1848 místo B. Pietrowského.                                          |
| Steidler Josef                   | Dolní Rakousy | Neunkirchen                       |                  | Nastoupil v prosinci 1848 místo F. Staudenheima. Pak ale jeho volba zneplatněna.                  |
| Steininger Thomas                | Dolní Rakousy | Weitra                            | levice           | Soudní aktuár. Nastoupil v prosinci 1848.                                                         |
| Sterle Franz                     | Štýrsko       | Bruck a. d. Mur                   |                  | Obchodník                                                                                         |
| Sterz Maximilian                 | Slezsko       | Krnov                             | levice           | Majitel hospodářství                                                                              |
| Sterzin Valentin                 | Kraňsko       | Kamnik                            |                  | Tříčtvrteční láník (dreiviertel-Hubner). Rezignoval v prosinci 1848.                              |
| Stieber Vinzenz                  | Morava        | Polská Ostrava                    | levice           | Rolník a dědičný rychtář                                                                          |
| Stiebitz Karel                   | Čechy         | Plasy                             | pravice          | Soudní adjunkt                                                                                    |
| Stobnicki Feliks                 | Halič         | Tymbark                           |                  | Majitel hospodářství                                                                              |
| Stöckl Ferdinand                 | Tyrolsko      | Nauders                           |                  | Apelační rada. Rezignoval v listopadu 1848.                                                       |
| Stradal Augustin                 | Čechy         | Hodkovice                         | levice           | Doktor práv                                                                                       |
| Strasser Alois                   | Tyrolsko      | Wilten                            | levice           | Zemský rada                                                                                       |
| Streit Ignaz                     | Morava        | Ruda                              | levice           | Magistrátní rada                                                                                  |
| Strobach Antonín                 | Čechy         | Praha-město I                     |                  | Doktor práv                                                                                       |
| Sturm Karl                       | Štýrsko       | Konjice                           | pravice          | Rolník, majitel realit                                                                            |
| Szábel Balthasar                 | Morava        | Olomouc-město                     | levice           | Obchodník                                                                                         |
| Szeleszczyński Bonawentura       | Halič         | Leżajsk                           | levice           | Statkář                                                                                           |
| Sztorc Jan                       | Halič         | Pilzno                            | pravice          | Majitel hospodářství                                                                              |
| Šantl Jan                        | Čechy         | Chlumec                           | pravice          | Justiciár                                                                                         |
| Šaškevyč Hryhorij                | Halič         | Monastyryska                      | pravice          | Řeckokatolický farář                                                                              |
| Šedivý Leopold                   | Čechy         | Říčany                            | pravice          | Majitel hospodářství                                                                              |
| Šembera Vincenc                  | Čechy         | Pelhřimov                         | pravice          | Justiciár                                                                                         |
| Škoda František                  | Čechy         | Plzeň                             | pravice          | Krajský lékař                                                                                     |
| Štafa František                  | Morava        | Konice                            | levice           | Rolnický výměnkář                                                                                 |
| Švestka František                | Čechy         | Litomyšl                          |                  | Advokátní koncipient                                                                              |
| Tarnowski Jan Józef              | Halič         | Rozwadow                          | levice           | Statkář                                                                                           |
| Teltschik Franz                  | Morava        | Nový Jičín                        |                  | Úředník. Nastoupil v březnu 1849 místo J. Faschanka.                                              |
| Teltschik Heinrich               | Morava        | Fulnek                            | pravice          | Rolník a dědičný rychtář                                                                          |
| Teufel Franz                     | Dolní Rakousy | Ybbs                              | levice           | Majitel hospodářství                                                                              |
| Thar Michael                     | Dolní Rakousy | Melk                              | levice           | Řezník, hostinský, rolník                                                                         |
| Thiemann Friedrich               | Čechy         | Rumburk                           | levice           | Vrchní a justiční úředník                                                                         |
| Thinnfeld Ferdinand              | Štýrsko       | Štýrský Hradec-venkov             |                  | Soukromník                                                                                        |
| Timiș Gheorghe                   | Bukovina      | Černovice-venkov                  | pravice          | Majitel hospodářství                                                                              |
| Tomek Václav Vladivoj            | Čechy         | Opočno                            | pravice          | Spisovatel                                                                                        |
| Tomíček Karel                    | Čechy         | Jilemnice                         | pravice          | Spisovatel                                                                                        |
| Trzecieski Franciszek            | Halič         | Jasło                             | pravice          | Statkář                                                                                           |
| Trojan Alois Pravoslav           | Čechy         | Velvary                           | pravice          | Úředník komorní prokuratury                                                                       |
| Trummer Peter                    | Štýrsko       | Hartberg                          | levice           | C. k. fiskální adjunkt                                                                            |
| Turco de Trent Turcati Simone    | Tyrolsko      | Valsugana                         | pravice          | C. k. krajský komisař                                                                             |
| Tyl Josef Kajetán                | Čechy         | Unhošť                            | pravice          | Spisovatel                                                                                        |
| Uchatzy Karl                     | Čechy         | Frýdlant                          | levice           | Vrchní úředník                                                                                    |
| Ulepič Karel                     | Kraňsko       | Postojna                          |                  | Adjunkt komorní prokuratury                                                                       |
| Umlauft Johann                   | Čechy         | Litoměřice                        | levice           | Úředník                                                                                           |
| Vacano Emil                      | Horní Rakousy | Steyr                             | levice           | Asesor vrchního báňského úřadu                                                                    |
| Věženský Jan                     | Čechy         | Mladá Vožice                      | pravice          | Řezník                                                                                            |
| Vidulich Francesco               | Přímoří       | Cres                              | levice           | Doktor                                                                                            |
| Vinařický Karel Alois            | Čechy         | Mladá Boleslav                    |                  | Děkan                                                                                             |
| Vinkovskyj Kyrylo                | Halič         | Javoriv                           | levice           | Fiskální adjunkt                                                                                  |
| Violand Ernst                    | Dolní Rakousy | Korneuburg                        | levice           | Auskultant zemského soudu                                                                         |
| Vítek Martin                     | Morava        | Uherský Brod                      | pravice          | Čtvrtláník                                                                                        |
| Vlah Josip                       | Přímoří       | Volosko                           | levice           | C. k. kriminální rada                                                                             |
| Vocel Jan Erazim                 | Čechy         | Polička                           | pravice          | Literát                                                                                           |
| Wagner Karl                      | Morava        | Uničov                            | levice           | Majitel textilní továrny                                                                          |
| Waguza Stanisław                 | Halič         | Tarnow-město                      |                  | Nastoupil v lednu 1849. Volba ale odepřena.                                                       |
| Walczyk Kazimierz                | Halič         | Dembica                           | pravice          | Majitel hospodářství                                                                              |
| Watzel Franz                     | Čechy         | Vrchlabí                          | levice           | Starosta                                                                                          |
| Weigl Anton                      | Morava        | Moravská Třebová                  | levice           | Rolník a dědičný rychtář                                                                          |
| Weiß Josef                       | Slezsko       | Vrbno                             | levice           | Továrník                                                                                          |
| Wessenberg Johann                | Dolní Rakousy | Vídeň-Neubau                      |                  | Ministr zahraničí                                                                                 |
| Wierzchleyski Franciszek Ksawery | Halič         | Přemyšl-město                     | pravice          | Římskokatolický biskup                                                                            |
| Wiesbauer Kaspar                 | Horní Rakousy | Schärding                         | levice           | Hospodář                                                                                          |
| Wiesenauer Franz                 | Štýrsko       | Weiz                              | pravice          | Profesor                                                                                          |
| Wieznicky Konrad                 | Čechy         | Náchod                            | pravice          | Starosta                                                                                          |
| Wildner Ignaz                    | Dolní Rakousy | Krems                             | levice           | Advokát. Nastoupil v listopadu 1848 místo H. Fürnkranze.                                          |
| Wiser Karl                       | Horní Rakousy | Linec                             |                  | Soudní advokát                                                                                    |
| Wojtech Franz                    | Štýrsko       | Wildon                            | levice           | Vrchní úředník                                                                                    |
| Wojtowicz Wojciech               | Halič         | Dąbrowa                           | pravice          | Rolník                                                                                            |
| Wörz Johann Georg                | Tyrolsko      | Imst                              | pravice          | Guberniální adjunkt                                                                               |
| Zajączkowski Józef               | Halič         | Berežany                          | levice           | Obecní komorník                                                                                   |
| Zamoyski Zdzisław                | Halič         | Laszki                            |                  | Statkář. Rezignoval v prosinci 1848. Zvolen znovu v lednu 1849.                                   |
| Zapletal Jan                     | Morava        | Hranice                           | pravice          | Rolník                                                                                            |
| Zbyszewski Celestyn              | Halič         | Lutowiska                         | levice           | Hejtman                                                                                           |
| Zeiser Johann                    | Halič         | Majdan                            | pravice          | Majitel hospodářství                                                                              |
| Ziemiałkowski Florian            | Halič         | Lvov-město I                      | levice           | Advokátní koncipient                                                                              |
| Zimmer Karl                      | Čechy         | Děčín                             | levice           | Doktor medicíny                                                                                   |
| Zöpfl Franz                      | Dolní Rakousy | Vídeň-předměstí Erdberg           | levice           | Kontrolor národní banky                                                                           |
| Zwickle Lukas                    | Vorarlbersko  | Feldkirch                         |                  | Adjunkt zemského soudu                                                                            |
| Županec Matej                    | Štýrsko       | Celje                             | levice           | Majitel hospodářství                                                                              |